# Певачица (1. сезона)
Прва сезона криминалистичко-драмске телевизијске серије Певачица премијерно је емитована 11. септембра 2021, а последња епизода емитована је 16. октобра 2021. године на Суперстар ТВ.

## Улоге
- Милица Павловић као Ивана Лазић
- Јелена Мур као Емилија Младеновић
- Милош Тимотијевић као Влада Видак
- Игор Ђорђевић као инспектор Раде Иванчевић
- Златан Видовић као Бојан Ћупић
- Никола Ракочевић као Марко Јовић
- Борис Комненић као Веља
- Наташа Нинковић као гатара Влајна Ћупић
- Изудин Бајровић као Црни Маг Ћупић
- Петар Зекавица као Бели Маг
- Бранка Пујић као Вера Лазић
- Љиљана Стјепановић као Душанка
- Милош Петровић Тројпец као полицајац Андрић
- Миодраг Драгичевић као Димитрије
- Амар Ћоровић као Борко
- Николина Фригановић као Марија Савић "Маца"
- Жељко Екић као Паја
- Јована Стипић као Оливера Видак
- Јана Бјелица као Маја Ћупић

## Епизоде
| Бр. у серији | Бр. у сезони | Назив                           | Редитељ      | Сценариста      | Премијерно емитовање |
| --- | ------------ | ------------------------------- | ------------ | --------------- | -------------------- |
| 1 | 1            | Почетак краја или крај почетка? | Милош Кодемо | Наташа Дракулић | 11. септембар 2021.  |
| Ивана Лазић је млада певачица из провинције, која је победом на музичком такмичењу добила све о чему је икад сањала - живот у великом граду, славу, популарност бројне наступе и путовања а и љубав најпознатијег музичког продуцента и композитора у земљи Владе Видака. Иванин живот је препун обавеза - бити најлепша, бити најбоље обучена, наступати, бити звезда. Менаџер Марко јој руководи сваким тренутком, али она више не зна где се налази. Ивана је хтела славу, успех и богатство, али негде и сама није слутила која је цена тог фамозног успеха. Једног тренутка само није издржала. Дрога или... |              |                                 |              |                 |                      |
| 2 | 2            | Прошлост увек куца на врата     | Милош Кодемо | Наташа Дракулић | 11. септембар 2021.  |
| Ивана се труди да заборави свој претходни живот и све оно из чега је потекла. У међувремену почиње да јој се дешава низ мистериозних ствари. Она постаје свесна да је у проблему, али схвата да то можда више није само њена параноја. Под Владом, кога искрено воли, труди се да делује нормално. Али све се распада. Неко је прати, али нико јој не верује. Ивана сумња да је прогања Владина бивша жена, Оливера. Она је исто певачица, којој је уништио живот када ју је оставио. Ивана се окреће својој другарици са такмичења - Емилији, не слутећи где ће је то одвести. А Емилију још мање. |              |                                 |              |                 |                      |
| 3 | 3            | Има ли повратка на старо        | Милош Кодемо | Наташа Дракулић | 12. септембар 2021.  |
| Ивана све дубље тоне у мрак, а са њом и њена каријера стреми да дотакне дно. До јуче је била нова естрадна нада која обећава, а сада полако пада у заборав. Менаџер Марко се свим силама труди да јој поврати каријеру. Много је отказаних наступа, али он верује да може да јој помогне да се врати на стазу славних. Мора да верује у Ивану, јер она му је све. Он ни не слути кроз какав пакао пролази певачица. Емилију такође муче многи проблеми. Она гаји наду да ће моћи да реши све неким другим путем. Ипак, кренула је стазом којом нема повратка. Изгубиће се на њој, и она и Ивана. Оно што њих две још не знају гласи: кад једном даш прст да уђеш у коло, онда мораш да даш руку да из њега изађеш. Али, нема друге шансе. |              |                                 |              |                 |                      |
| 4 | 4            | Пакт са ђаволом                 | Милош Кодемо | Наташа Дракулић | 18. септембар 2021.  |
| Ивана и Емилија потписују пакт са ђаволом и знају да нема повратка назад. Свет естраде је суров као и живот за Ивану и Емилију јер су обе премладе за све што им се догодило. Премладе да разумеју шта заправо значи оно у шта су се упустиле. Нажалост, не верују једна другој више као у тој пустој младости кад су ношене оптимизмом веровале да ће све бити боље. Ивана и Емилија су сада непријатељи. Исти они који су заборавили колико су се некад волели али нису ништа криве. Никад низашта нису биле ни криве само их је живот утерао у такве околности. |              |                                 |              |                 |                      |
| 5 | 5            | Истина је тамо негде, можда     | Милош Кодемо | Наташа Дракулић | 19. септембар 2021.  |
| Инспектор Раде не крије да мрзи Бојана. Његова нетрпељивост проистекла је из тога што Раде сматра Бојана кривцем за смрт Швабе који је био некада трећи члан њихове екипе а и друг. Путеви им се опет укрштају на новом случају и Раде на све могуће начине малтретира и понижава Бојана. У позадини тога се крије велика и мрачна тајна а не само смрт блиског пријатеља. Раде одлази код Веље, власника детективске агенције и некадашњег његовог и Бојановог шефа у полицији али одговоре не добија. Након трагедије која се догодила са Швабом, Веља је помогао Бојану тако што га је код себе запослио. Посао у вези праћења младе певачице Иване Лазић који је Вељина агенција добила од Оливере, некадашње веренице Владе Видака, требало је да буде рутински посао. Оливера се радује Иванином посрнућу, живећи у нади да ће се једном помирити са Владом. Међутим, није све како изгледа. Да би то све остварила, Иванино посрнуће није довољно. |              |                                 |              |                 |                      |
| 6 | 6            | Последњи покушај                | Милош Кодемо | Наташа Дракулић | 25. септембар 2021.  |
| Влада и Емилија проводе све више времена заједно. У тренутку кад су се уз вино обоје опустили, у ресторан је ушао Бане Димић, кога Влада никако не може да поднесе. Ивана и даље кризира. Озбиљно се навукла на наркотике, које је сакрила испод душека. У тренутку кад их је извадила, мајка јој улази у собу. Оливера сазнаје од приватних детектива да су Влади обили стан поручујући им да свако добија ствари по заслузи као и да и даље наставе да уходе Ивану. Влада сазнаје да је Ивана наставила да се дрогира њему иза леђа. Ивана покушава да му објасни, али Влада нема разумевања за њу јер је и бесан што му је лагала што неће моћи да јој опрости. |              |                                 |              |                 |                      |
| 7 | 7            | Кад оде све у суноврат          | Милош Кодемо | Наташа Дракулић | 26. септембар 2021.  |
| Ивана је дотакла само дно. Зна да је све готово, осећа да се ближи крај живота из бајке и да јој нема назад повратка. Међутим, њена мајка не намерава да одустане од своје ћерке. Вера ће се још борити за Ивану, иако зна да има посла са стварима које не може да разуме. Убеђена је да им је Влајна навукла зло, због чега ће почети да падају крваве кише. Влада је отишао од куће. То је за Ивану преболно и престрашно и она је ван себе изгубљена и уплашена. Вера је води тамо где мисли да је спас. Покушаће поново уз помоћ магије да јој помогну у животу, али нажалост спаса одавно више нема јер га никад није ни било. Иванин крај почиње! |              |                                 |              |                 |                      |
| 8 | 8            | Вера у невери                   | Милош Кодемо | Наташа Дракулић | 2. октобар 2021.     |
| Вера успева да убеди Ивану да оду код Белог Мага, који доминира у свом послу. За њега су чуле многе напаћене душе, које не могу да се изборе са проблемима па решење траже код њега. Нова клијенткиња је дошла, он јој продаје све за утеху невиним. Наивни људи му највише верују. Тако се праве замкови као што је његов, саткан на преварама. Ништа од тога што људима даје лажну наду њега не занима. Он само чека нове клијенте. Знаће ко је Ивана Лазић и видети нову шансу за превару. Међутим, он ни не слути да му црна магија која се надвила над Иваном може направити прави проблем - да буде напокон раскринкан. Човек у невољи се хвата за све и рационално и ирационално. Нема ту кривње и не сме је бити. Има снаге ако је има и то је то. |              |                                 |              |                 |                      |
| 9 | 9            | Свирајте ми тихо, тише          | Милош Кодемо | Наташа Дракулић | 3. октобар 2021.     |
| Ивана је нестала. Сви су узнемирени, јер од Иване нема ни трага ни гласа као да је у земљу пропала. Креће опсежна потрага, сви су осумњичени и сви су под будним оком полиције. За то време, Емилија је напокон добила оно што је желела. Успела је да омађија Владу и добије сву његову пажњу и интересовање. Иако јој се чини да почиње да живи живот из бајке, она не схвата да човек жање оно што посеје тј. њено семе је никло у злу. Кад буде схватила шта је урадила, биће касно за све. Последице њеног одласка код црног мага многе ће коштати живота, а и она ће морати платити цену. Влада верује да почиње да воли Емилију, да је можда баш она права и искрена; или бар тако мисли под утицајем магије коју му је Емилија сама бацила а то је оно што Емилију раздире. |              |                                 |              |                 |                      |
| 10 | 10           | Суочавање са истином            | Милош Кодемо | Наташа Дракулић | 9. октобар 2021.     |
| Сукоб између Радета и Бојана, који датира још од убиства њиховог заједничког колеге и пријатеља Швабе можда би могао да се приведе крају. Њих двојица мораће коначно да седну и разговарају. Раде је убеђен да је Шваба настрадао штитећи Бојана. Али, да ли је то једини разлог њихове нетрпељивости? Бојаново виђење несреће која је Шваби одузела живот разликује се од Радетовог. Он указује да је трај вакум између њега и Радета јачи и дубљи него икада. Међутим, упркос анимозитету и бурној прошлости, некадашњи пријатељи и колеге мораће да пронађу заједнички језик. Овога пута, убиство певачице Иване Лазић ће их натерати на то јер морају да открију ко је починио овај гнусни злочин. Осумњичених је много, а кривац се, можда, не крије међу њима. |              |                                 |              |                 |                      |
| 11 | 11           | Куда?                           | Милош Кодемо | Наташа Дракулић | 10. октобар 2021.    |
| Емилија је у великом проблему. Нажалост, касно је схватила да ко се мача лати - од њега и страда. Сама чињеница да је продала душу ђаволу наводи је да слути свој пакао. Ипак, одлучује да каже истину Радету, јер мисли да је она крива за све лоше што се десило Ивани. Црни Маг је бесан на Емилију и говори Маци да ће сам решити проблем са Емилијом. Истрага полиције иде другим путевима, али они све осумњичене притискају до границе пуцања. Менаџер Марко је најсумњивији јер је полиција нашла доказе да је он Ивани достављао дрогу. На нишану је и Оливера, Владина бивша, јер је и она имала мотив да склони Ивану. Раде даје све од себе да реши случај убиства, али врти се у зачараном кругу. На тренутке му је све јасно, а опет ништа не разуме. Иако ће се покајати, Раде се поново састаје са некадашњим колегом Бојаном и бившим шефом Вељом. Оно што ће им открити Веља мења све јер ће отворити нов круг пакла.                   |              |                                 |              |                 |                      |
| 12 | 12           | Није крај...                    | Милош Кодемо | Наташа Дракулић | 16. октобар 2021.    |
| Вера је спремила своју ћерку Ивану на вечни починак. Сахрана популарне младе певачице у родном селу крај Неготина привукла је скоро целу естраду. Многи нису ни свесни да после ове сахране ни они више неће бити живи. Емилија је изгубљена. После свега што јој се догодило, нико не може да јој помогне, не може да пронађе свој мир јер је свесна шта је урадила и да за то нема опроштаја. И није то више ни страх, нити је помиреност над судбином. Као омађијана, Емилија ће урадити нешто још горе што ће је упутити на пут без повратка. Али, овде неће само њој бити зло. Сваком учеснику ове приче биће само горе и јер није крај зато што прошлост не опрашта и вратиће се по свој дуг. |              |                                 |              |                 |                      |